# BUMP!!
〈BUMP!!〉(범프, バンプ 반푸[*])는 La PomPon의 첫 번째 싱글이며, 2015년 1월 28일에 빙에서 발매됐다. 

## 해설
메이저 데뷔 작품이다. 초회반의 타이틀곡 프로모션 비디오 및 그 메이킹과 부클릿을 넣었다. 타이틀곡은 작년(2014년) 여름의 활동개시부터 각 지역 이벤트의 모든 무대에서 공연해왔던 곡이며, 팬으로부터 CD화를 요청하는 목소리를 수도 없이 받아왔기 때문에 메이저로 데뷔해지기까지에 이르렀다. 닛폰 TV 계열 《뮤직 드래곤》 1월 닫는 곡. 커플링곡 〈사랑의 ABC〉는 TV 가나자와 《이웃의 텔레킨짱》 1월 닫는 곡. 

### 프로모션 비디오
그녀들의 아름다움이나 춤을 발랄하게 춤추는 모습이 두드려져있다. 촬영은 겨울 바닷가에서 진행됐으며, 바닷가에서 신이 나서 떠들어대는 6명의 장면이나 풀사이드에서의 안무 장면 등 다양한 상황에서 촬영이 됐다. 촬영 당시에는 날씨가 좋았던 적도 있으며, 아침 일찍부터의 촬영에도 불구하고 힘껏 퍼포먼스를 한 그녀들의 생생한 표정이 보이는 작품이 됐다. 노래 제작은 빙 외부의 작사가를 많이 사용하고 있다. 

## 비평
CD 저널은 “발랄한 기세와 투명감 넘치는 코러스는 그녀들의 대명사가 될 거다. 아름다운과는 정반대된 잠재력을 숨긴 앞으로도 기대가 되는 명함이라고 할 수 있는 1장이다.”라고 평가했다. 

## 수록곡
CD
1. BUMP!!
  - 작사 · 작곡: 후지스에 미키 / 편곡: 오시마 코스케
2. 사랑의 ABC(恋のABC)
  - 작사 · 작곡: 후지스에 미키 / 편곡: Mitsu.J
3. 롯폰기의 노래♪(ろっぽんぎのうた♪)[5]
  - 작사: T.폰타로(C) / 작곡: 후지스에 미키 / 편곡: 오쿠야마 아키라, 후지스에 미키
4. BUMP!! (Instrumental)

DVD
1. BUMP!! (PV)
2. BUMP!! (Making)

## 발매일
| 국가     | 일정            | 포맷                | 레이블     |
| -------- | --------------- | ------------------- | ---------- |
| 일본     | 2015년 1월 28일 | CD, 디지털 다운로드 | 빙         |
| 대한민국 | 2015년 2월 3일  | 디지털 다운로드     | 씨엔엘뮤직 |

### 내용주
1. ↑  풀사이드는 수영장에서 풀장 주위에서 휴식을 취하기 위한 휴식 공간이다.

### 참조주
1. ↑  “平均年齢15歳のLa PomPon、ビーイングからメジャーデビュー” [평균연령 15세인 LaPomPom]. 《나탈리》 (일본어) (나타샤).
2. ↑  “La PomPonが2015年にメジャーデビュー” [La PomPon이 2015년에 메이저 데뷔]. 《OKMusic》 (일본어) (OKWave).
3. ↑  “平均年齢15歳の6人組ガールズグループ La PomPon、元日にデビューシングル「BUMP!!」MV公開” [펑균연령 15세의 6인조 걸그룹 La PomPon, 신정에 데뷔 싱글 ‘BUMP!’ 공개]. 《Musicman-NET》 (일본어). F.B.Comunications. 2014년 12월 25일. 2016년 8월 12일에 원본 문서에서 보존된 문서. 2016년 6월 8일에 확인함.
4. ↑  “La PomPon／BUMP!!”. 《CD 저널》 (일본어). 온가쿠 출판사.
5. ↑  “La PomPon、六本木発ガールズグループが誕生の地を歌う” [La PomPon, 롯폰기발 걸그룹이 탄생한 지역을 부른다]. 《BARKS》 (일본어). 재팬 뮤직 네트워크.